# Castillo Chico
Castillo Chico är en ort i Mexiko.   Den ligger i kommunen Xalapa och delstaten Veracruz, i den sydöstra delen av landet, 240 km öster om huvudstaden Mexico City. Castillo Chico ligger 1 140 meter över havet och antalet invånare är 211.
Terrängen runt Castillo Chico är huvudsakligen kuperad, men den allra närmaste omgivningen är platt. Runt Castillo Chico är det tätbefolkat, med 331 invånare per kvadratkilometer. Närmaste större samhälle är Xalapa, 7,0 km väster om Castillo Chico. I omgivningarna runt Castillo Chico växer huvudsakligen savannskog.